# Amélia Rodrigues (Bahia)
Amélia Rodrigues é um município brasileiro do estado da Bahia criado em 1961 e desmembrado de Santo Amaro, localizado na Região Metropolitana de Feira de Santana. Sua população estimada em 2024, segundo dados do IBGE, era de 24 848. Seu território pertencia à sesmaria dos irmãos Luiz Vaz e Manoel Nunes Paiva, doada em 1609 pelo Governador do Brasil, Dom Diogo de Menezes. Transferida por testamento ao Mosteiro de São Bento da Cidade do Salvador, em 1622, nela os beneditinos construíram o engenho "São Bento de Inhatá", primeiro ponto povoado da região.

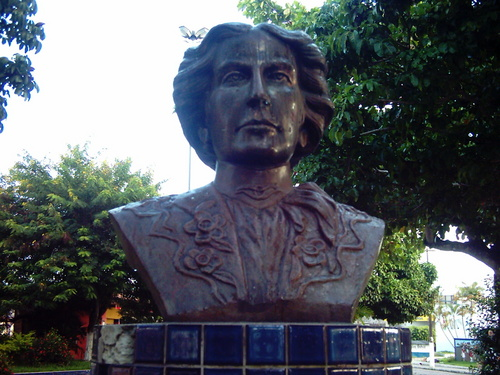
Busto de Amélia Rodrigues

Em 1702, no local da sede municipal, mais tarde denominado Marucá, edificou-se a capela de Nossa Senhora da Lapa, formando-se o povoado "Lapa", o qual desenvolveu-se em função da cultura da cana-de-açúcar. O arraial passou à sede de distrito pela Lei estadual nº 146, de 1º de dezembro de 1936, integrando o município de Santo Amaro. Através do Decreto estadual nº 12.978, de 12 de junho de 1944, teve seu nome mudado para Traripe e pela Lei estadual nº 1.533, de 20 de outubro de 1961 para Amélia Rodrigues, em homenagem à educadora e poetisa Amélia Rodrigues, ali nascida.
No seguinte, elegeu-se a primeira Câmara de vereaadores, assim como o primeiro prefeito que foi Gervásio Bacelar.
Distante a 84 quilômetros da Capital, Salvador, 24 km de Feira de Santana e 15 km do município de Conceição do Jacuípe.